# 奥沙利铂
奥沙利铂（Oxaliplatin），呈白色或类白色冻干疏松块状物，常用於转移性结直肠癌治疗，或辅助治疗原发性肿瘤完全切除后三期（Dukes C）结肠癌。

## 作用機轉
與順鉑類似，水解後脫去草酸生成活性產物，然後與 DNA反應，活化路徑下圖，與DNA反應之機轉參考順鉑。

奧沙利鉑生成活性產物